# Saint-Nicolas-de-la-Balerme
Saint-Nicolas-de-la-Balerme é uma comuna francesa na região administrativa da Nova Aquitânia, no departamento Lot-et-Garonne. Estende-se por uma área de 4,74 km². Em 2010 a comuna tinha 420 habitantes (densidade: 88,6 hab./km²).